# Saint-Sulpice (Lot)
Saint-Sulpice – miejscowość i gmina we Francji, w regionie Oksytania, w departamencie Lot. Nazwa miejscowości pochodzi od imienia św. Sulpicjusza.
Według danych na rok 1990 gminę zamieszkiwało 126 osób, a gęstość zaludnienia wynosiła 10 osób/km² (wśród 3020 gmin regionu Midi-Pireneje Saint-Sulpice plasuje się na 937. miejscu pod względem liczby ludności, natomiast pod względem powierzchni na miejscu 911.).